# Saint-Régis-du-Coin
Saint-Régis-du-Coin ist eine französische Gemeinde mit 416 Einwohnern (Stand: 1. Januar 2022) im Département Loire in der Region Auvergne-Rhône-Alpes. Die Gemeinde gehört zum Arrondissement Saint-Étienne im Kanton Le Pilat. Die Einwohner werden Cointarants genannt.

## Geografie
Saint-Régis-du-Coin liegt etwa 17 Kilometer südsüdöstlich von Saint-Étienne in der historischen Landschaft Forez. Im Nordosten der Gemeinde entspringt der Dunières.
Umgeben wird Saint-Régis-du-Coin von den Nachbargemeinden Saint-Genest-Malifaux im Norden, La Versanne im Nordosten, Saint-Sauveur-en-Rue im Osten, Riotord im Süden sowie Marlhes im Westen.

## Bevölkerungsentwicklung
| Jahr                       | 1962 | 1968 | 1975 | 1982 | 1990 | 1999 | 2006 | 2017 |
| -------------------------- | ---- | ---- | ---- | ---- | ---- | ---- | ---- | ---- |
| Einwohner                  | 402  | 333  | 265  | 292  | 283  | 337  | 371  | 387  |
| Quellen: Cassini und INSEE |      |      |      |      |      |      |      |      |

## Sehenswürdigkeiten
- Kirche Saint-Régis